# Phase géométrique
En mécanique quantique, une phase géométrique est un nombre complexe de module unité par lequel est multiplié le vecteur d'état (ou la fonction d'onde) d'un système physique dont on a fait varier un paramètre de façon « adiabatique » selon un circuit fermé (dans l'espace des paramètres). La phase de Pancharatnam (en)-Berry est un exemple de telle phase géométrique.
Un phénomène analogue existe en optique classique pour la polarisation de la lumière.

#### Vulgarisation
- (en) Michael V. Berry, « The geometric phase », Scientific American, vol. 259, no 6, 1988, p. 26-34, [lire en ligne]
- (en) Michael V. Berry, « Anticipations of the geometric phase », Physics Today, vol. 43, no 12, 1990, p. 34-40, [lire en ligne]

#### Revues générales
- (en) Michael V. Berry, « The quantum phase, five years after », dans A. Shapere et F. Wilczek, Geometric Phases in Physics, World Scientific, 1989, p. 7-28, [lire en ligne]
- (en) Michael V. Berry, « Quantum adiabatic anholonomy », dans U. M. Bregola, G. Marmo & G. Morandi, Anomalies, Phases, Defects, Bibliopolis, 1990, p. 125-181, [lire en ligne]
- (en) Péter Lévay, « Geometric Phases », dans Encyclopedia of Mathematical Physics, Elsevier, 2006, DOI 10.1016/B0-12-512666-2/00321-7, p. 528-534, arXiv : math-ph/0509064